# Quiberville
Quiberville är en kommun i departementet Seine-Maritime i regionen Normandie i norra Frankrike. Kommunen ligger i kantonen Offranville som tillhör arrondissementet Dieppe. År 2022 hade Quiberville 544 invånare.

## Befolkningsutveckling
Antalet invånare i kommunen Quiberville
| Referens: INSEE |